# Beyond the Mat
Beyond the Mat è un film documentario del 1999, inedito in Italia, diretto, scritto e prodotto da Barry W. Blaustein che esplora il "dietro le quinte" del mondo del wrestling professionistico statunitense, prendendo in esame anche la vita privata dei wrestler.
Nel marzo 2000 il documentario venne distribuito nei cinema negli Stati Uniti, e successivamente è stato pubblicato in formato VHS e DVD dalla Universal Pictures.
Alcuni degli intervistati includono: Mick Foley, Jake Roberts e Terry Funk.

## Trama
Il regista Barry Blaustein discute la sua passione per il mondo del wrestling, mostrando alcuni spezzoni di lui mentre assiste a show della World Wrestling Federation e della Extreme Championship Wrestling. Egli decide quindi di recarsi negli Stati Uniti per un periodo di tre anni, con l'intento di capire cosa spinga una persona a decidere volontariamente di diventare un lottatore professionista. Blaustein intervista molte personalità del mondo del wrestling cercando di capirne le motivazioni.
Blaustein si focalizza in prevalenza su tre famosi wrestler, uno all'apice della carriera (Mick Foley, alias "Mankind"), uno sulla via del ritiro (Terry Funk) ed uno la cui carriera è in forte declino (Jake "The Snake" Roberts). Egli inizia seguendo Funk, cinquantatreenne bisognoso di un intervento chirurgico al ginocchio che sembra incapace di ritirarsi dalle scene, nonostante il suo fisico non regga più. Viene mostrato mentre lotta in federazioni di hardcore wrestling come la Extreme Championship Wrestling, nel primo pay-per-view da essa prodotto, Barely Legal.
Il frequente rivale sul ring di Funk, Foley, è il prossimo lottatore preso in esame. L'uomo, famoso per la sua resistenza al dolore, si sottopone a frequenti rischi della propria incolumità e a continui pericolosi colpi alla testa, e ad un certo punto viene mostrato mentre parla in maniera sconnessa a causa di una caduta (quella celebre dalla cima della gabbia d'acciaio nell'Hell in a Cell Match contro The Undertaker a King of the Ring del 1998) che lo rese momentaneamente privo di sensi. Spezzoni di Foley insieme alla moglie e ai figli sono inframezzati da immagini provenienti dagli incontri sul ring dove egli mette a repentaglio la sua salute per lo sport. Successivamente, la moglie e i figlioletti (in particolare la figlia Noelle) osservano con orrore tra il pubblico un violento match di Foley contro The Rock alla Royal Rumble del 1999, dove Mick viene ripetutamente colpito alla testa con una sedia d'acciaio.
Ultimo, viene mostrato Jake Roberts, un wrestler molto famoso negli anni ottanta ormai diventato alcolizzato e dipendente dal crack, ed estraniatosi dalla propria figlia. Anche se un tempo era uno dei lottatori di maggior successo in America, esibendosi davanti a migliaia di fan, ora si è ridotto a combattere palesemente fuori forma in piccole federazioni locali davanti a pochi spettatori. Nel corso del film, Roberts ci viene mostrato mentre tenta senza successo di riconciliarsi con la figlia, e poi viene intervistato in una camera d'albergo appena dopo aver fumato una pipa di crack (anche se l'atto non viene mostrato alla telecamera), e mentre riflette a voce alta sui suoi flirt sessuali sempre più illeciti durante gli spostamenti per lavoro.
Le carriera di questi tre wrestler famosi è messa a confronto con quella di lottatori emergenti, come Tony Jones e Michael Modest, in prova alla WWF. In aggiunta, Darren Drozdov, ex giocatore della NFL, viene mostrato a colloquio con Vince McMahon. A Drozdov, in grado di vomitare "a comando", viene chiesto da McMahon di dare una dimostrazione della sua abilità vomitando in un cestino nell'ufficio; abilità che gli fa guadagnare il ring name "Puke"; che McMahon pianifica di utilizzare per lanciare Drozdov come lottatore. Drozdov diventa quindi un wrestler WWF, ma alla fine del film, viene rivelato che Droz è rimasto paralizzato a causa di un incidente sul ring solo alcuni mesi dopo.

## Produzione
Blaustein decise di girare un documentario sul mondo del wrestling spinto dalla sua passione da fan per esso. Il budget iniziale stanziato era di 500,000 dollari, e venne fornito dalla casa produttrice Imagine. Il materiale visivo venne girato in un range di tempo dai 3 ai 5 anni.
La World Championship Wrestling si rifiutò di collaborare al film. Nel 1997 Blaustein chiese alla World Wrestling Federation (WWF) la disponibilità a collaborare al progetto. Inizialmente Vince McMahon diede pieno assenso a Blaustein dandogli libero accesso al dietro le quinte della federazione, ma successivamente cercò di tirarsi indietro dall'accordo.
Jake Roberts, il cui ritratto uscito dal film non risulta lusinghiero dipingendolo come un tossicodipendente che ha abbandonato la figlia, dichiarò di essere stato approcciato dal regista con la scusa che i ricavi del film sarebbero stati devoluti all'infanzia abbandonata, ma che questo non era vero e non traspare dalla pellicola. Blaustein negò le accuse. In risposta al perché quindi Roberts avesse deciso di collaborare, Blaustein rispose: «Non so perché. Forse Jake era in cerca di pubblicità. Non lo so. Ha dei problemi con la realtà. Auguro a Jake tutto il bene possibile».

## Distribuzione
Beyond the Mat venne distribuito nei cinema statunitensi nel marzo 2000. In seguito il documentario venne commercializzato anche in videocassetta e successivamente in DVD, con l'aggiunta di contenuti extra e interviste al cast. Un'ulteriore edizione speciale denominata "Special Ringside Edition" è stata distribuita nel marzo 2004. Questa edizione contiene una nuova introduzione e scene aggiuntive, oltre ad ulteriori interviste a Foley e Jesse Ventura.

## Reazione nel mondo del wrestling
Dopo aver visto il film, McMahon rimosse tutti gli spot pubblicitari per esso dalle trasmissioni WWF. Di conseguenza, la Lions Gate Films, distributrice del documentario, considerò l'idea di citare in giudizio la federazione per violazione di accordo. Un portavoce della WWF, tuttavia, dichiarò che gli spot erano stati rimossi a causa della nuova politica intrapresa dalla compagnia che vietava la diffusione di pubblicità di altri eventi o prodotti inerenti al wrestling che non fossero direttamente prodotti dalla WWF. Il regista Blaustein affermò che McMahon aveva espressamente proibito ai suoi wrestler, incluso Mick Foley, di menzionare la pellicola. Foley, tuttavia, apparve al talk show Larry King Live con Blaustein per promuovere il film. La frase pubblicitaria divenne quindi: "The Movie Vince McMahon Didn't Want You to See!" ("Il film che Vince McMahon non vuole farvi vedere!").
Anche Roddy Piper apparve insieme a Blaustein al Larry King Live per discutere dell'industria del wrestling. Egli definì Beyond the Mat: "il miglior documentario mai girato sul mondo del wrestling".
Nel giugno 2011, Barry Blaustein rilasciò una lunga intervista a Review a Wai discutendo con John Pollock i problemi avuti nel mettere insieme il documentario con l'approvazione di Vince McMahon. Nell'intervista, Blaustein rivelò che dopo aver visto per la prima volta il film, fu Linda McMahon quella che rimase veramente infuriata (e non Vince) per il ritratto della compagnia che traspariva dalla pellicola. Inoltre, Blaustein menzionò le difficoltà avute con alcuni lottatori, ad esempio Steve Austin, che si rifiutarono di essere ripresi e con Pitbull #2 che arrivò anche a tirare addosso alla troupe un bidone della spazzatura.